# Emerson C. Itschner

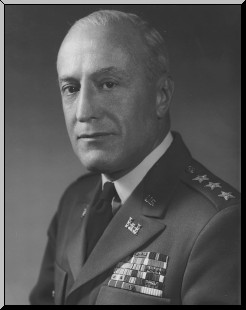
Emerson Charles Itschner

Emerson Charles Itschner (* 1. Juli 1903 in Chicago, Illinois; † 15. März 1995 in Portland, Multnomah County, Oregon) war ein Generalleutnant der United States Army. Er war unter anderem Kommandeur des United States Army Corps of Engineers.
In den Jahren 1920 bis 1924 durchlief Emerson Itschner die United States Military Academy in West Point. Nach seiner Graduation wurde er als Leutnant den Pionieren (Corps of Engineers) zugeteilt. In der Armee durchlief er anschließend alle Offiziersränge vom Leutnant bis zum Drei-Sterne-General.
In seinen jüngeren Jahren absolvierte er den für Offiziere in den niederen Rangstufen üblichen Dienst in verschiedenen Einheiten und Standorten. Als Engineer gehörte der Hochwasserschutz, der Ausbau von Hafenanlagen und deren militärischer Verteidigung, Flussregulierungen sowie der Bau von Schleusen und Stauwerken zu seinem Aufgabenbereich. Im Jahr 1926 erhielt er einen akademischen Grad von der Cornell University. In den Jahren 1927 bis 1928 gehörte Itschner zur Alaska Road Commission, die für die Entwicklung des dortigen Straßensystems zuständig war.
In den 1930er Jahren war er unter anderem Dozent an der Missouri School of Mines und Stabsoffizier beim Pionier-Bezirk für das obere Mississippital einschließlich der Region um die Stadt St. Louis. In den Jahren 1940 und 1941 kommandierte er eine topographische Einheit. Nach dem amerikanischen Eintritt in den Zweiten Weltkrieg leitete Itschner in den Jahren 1942 und 1943 die Abteilung zum Bau bzw. Ausbau von Militärflugplätzen innerhalb der Vereinigten Staaten. Danach war er in den Jahren 1944 bis 1949 für die logistische Unterstützung der amerikanischen Streitkräfte in Europa zuständig. Das betraf vor allem den Zustand der betroffenen Verschiffungshäfen und andere Versorgungswege nach Europa.
Im Jahr 1949 leitete er für ein Jahr den Bezirk um Seattle der Engineere (Pioniere). Anschließend wurde er zu Beginn des Koreakriegs nach Südkorea zum I. Korps versetzt, wo er die Pioniereinheiten des Korps kommandierte. In den Jahren 1952 und 1953 befehligte Itschner die Pioniere im Nordpazifik (North Pacific Division Engineer). Nach einer Verwendung als Stabsoffizier (Assistant Chief of Engineers for Civil Works) übernahm Emerson Itschner im Oktober 1956 als Nachfolger von Samuel D. Sturgis III das Kommando über das gesamte Corps of Engineers, dessen Hauptquartier sich in Washington, D.C. befand. Nachdem er sein Kommando im März 1961 an Walter K. Wilson Jr. übergeben hatte, ging Itschner in den Ruhestand.
Er starb am 15. März 1995. Die Society of American Military Engineers benannte einen ihrer Preise, den Itschner Preis (Itschner Award), nach ihm.

## Orden und Auszeichnungen
Emerson Itschner erhielt im Lauf seiner militärischen Laufbahn unter anderem folgende Auszeichnungen:
- Army Distinguished Service Medal
- Legion of Merit
- Bronze Star Medal
- Purple Heart